# Famiglia di acrobati con scimmia
Famiglia di acrobati con scimmia è un dipinto di Pablo Picasso a tecniche miste (gouache, acquerello, pastello e inchiostro di china) su cartoncino (104x75 cm), databile al 1905 e conservato nel Konstmuseum di Göteborg.
Nel 1905, comincia il periodo rosa di Picasso, durante il quale il pittore abbandona le cromie dell'azzurro per passare a quelle del rosa.

## Descrizione
Il quadro rappresenta un acrobata che indossa una tuta aderente che mette in risalto la sua magrezza. Egli è seduto vicino a quella che è con molta probabilità la sua compagna, la quale tiene in braccio il suo bambino in un momento di pausa dal lavoro del circo. In basso a destra troviamo una scimmia, che, così come l'uomo e la donna, guarda il bimbo sul quale è rivolta l'attenzione di tutti i personaggi. Per questo motivo, ed anche per la grande delicatezza e tenerezza che infonde nell'osservatore, il quadro ricorda il presepe. L'atmosfera che si percepisce è di serenità, permeata di un velo di malinconia. 
La composizione del dipinto è equilibrata e costruita con una struttura piramidale che richiama l'arte classica. I colori sono prevalentemente sui toni del rosa, dell'arancio e del bianco; vi si aggiungono il blu-verde per una parte dello sfondo e il nero per la pelliccia della scimmia e le scarpette dell'acrobata. Un dettaglio interessante è costituito dal fatto che il cappello dell'uomo non è stato dipinto, pertanto traspare il cartone sottostante, su cui l'opera è stata eseguita. Picasso sceglie i circensi come soggetto dell'opera perché gli era caro quell'ambiente e per di più sono bravi a esibirsi senza far vedere la fatica che stanno facendo. Inoltre fa partecipare anche la natura all'affetto di questa famiglia.